# Sprzężenie zwrotne (film 1977)
Sprzężenie zwrotne (ros. Обратная связь; Obratnaja swiaź) – radziecki film z 1977 roku w reżyserii Wiktora Triegubowicza.

## Obsada
- Oleg Jankowski jako Sakulin
- Michaił Uljanow jako dyr. Nurkow
- Kiriłł Ławrow jako Okuniew
- Ludmiła Gurczenko jako Wiaznikowa
- Igor Władimirow jako Łonszakow
- Michaił Pogorżelski jako Koznakow
- Wsiewołod Kuzniecow jako Timoszin
- Igor Dmitrijew jako Artiuszkin